# Новіцький Юрій Михайлович
Ю́рій Миха́йлович Нові́цький (нар. 9 жовтня 1963 — пом. 31 жовтня 2014) — лейтенант Збройних сил України, командир мінометного взводу 24-ї окремої механізованої бригади, учасник російсько-української війни.

## Життєпис
1978 року закінчив 8 класів Фастівської ЗОШ № 12, у фастівському СПТУ № 18 здобув професію електрозварника, працював монтером колії Фастівської дистанції колії. Протягом 1981—1983 років проходив строкову службу в Радянській армії. Демобілізувавшись, працював слюсарем, дизелістом, машиністом Фастівської дистанції колії. З 2008 року працював охоронцем.
Мобілізований 16 серпня 2014 року — за власним бажанням, з поновленням на військовому обліку, та призначений на посаду командира 2-го мінометного взводу мінометної батареї 4-го механізованого батальйону 24-ї окремої механізованої бригади.
Загинув 31 жовтня 2014 року неподалік села Кримське Луганської області під час обстрілу терористами з установками БМ-21 «Град» позиції, де дислокувалась ввірена йому батарея — від детонації загорілась машина з боєкомплектом. Юрій сильно обгорів при відбуксируванні машини, ціною власного життя врятувавши десятки своїх побратимів.
Похований на Інтернаціональному кладовищі Фастова.
Залишились дружина та донька.

## Нагороди та вшанування
За особисту мужність і героїзм, виявлені у захисті державного суверенітету та територіальної цілісності України, вірність військовій присязі під час російсько-української війни, відзначений 
- 14 березня 2015 року — орденом Богдана Хмельницького III ступеня (посмертно)[1].
- Почесний громадянин міста Фастова (3.9.2015, посмертно).